# Plemeniti metal
Plemeniti metali su metali koji imaju specifične osobine i retki su u prirodi. Najčešće se koriste za izradu nakita, a ranije su se koristili za izradu novca (zlatnici, srebrenjaci itd). U grupu plemenitih metala spadaju zlato, srebro, platina i paladijum, a koriste se najčešće kao legure. Pored toga što se koriste za izradu nakita, koriste se za specijalne vrste lemova i kontakata, a u novije vreme imaju veliku primenu u medicini.
Sveobuhvatnije liste uključuju jedan ili više sledećih elemenata živa (Hg), renijum (Re), i bakar (Cu) kao plemenite metale. Sa druge strane, titanijum (Ti), niobijum (Nb) i tantal (Ta) se ne smatraju plemenitim metalima, iako su veoma otporni na koroziju.
Iako su plemeniti metali uglavnom vredni - kako zbog retkosti u zemljinoj kori, tako i zbog primene u oblastima poput metalurgije, visoke tehnologije i ukrasa (nakit, umetnost, sveti predmeti, itd.) - izrazi plemeniti metal i dragoceni metal nisu sinonimi.
Izraz plemeniti metal može se pratiti barem do kraja 14. veka i ima donekle različita značenja u različitim oblastima nauke i primene. Samo u atomskoj fizici postoji stroga definicija, koja uključuje samo bakar, srebro i zlato, jer su im u potpunosti popunjene d-podljuske. Iz tog razloga, postoji mnogo sasvim različitih spiskova „plemenitih metala”.
Pored funkcije ovog izraza kao složene imenice, postoje i okolnosti kada se plemenit koristi kao pridev za imenicu metal. Galvanska serija je hijerarhija metala (ili drugih električno provodljivih materijala, uključujući kompozite i polumetale) koja se kreće od plemenitih do aktivnih, i omogućava predviđanje kako će materijali reagovati u okruženju koje se koristi za generisanje serije. U ovom smislu te reči, grafit je plemenitiji od srebra i relativna plemenitost mnogih materijala je u velikoj meri zavisna od konteksta, poput aluminijuma i nerđajućeg čelika u uslovima varirajućih  vrednosti.

## Osobine
Platina, zlato i živa se mogu rastvoriti u carskoj vodi, visoko koncentrovanoj smeši hlorovodonične kiseline i azotne kiseline, dok iridijum ne biva rastvoren. Rastvorljivost srebra je ograničena formiranjem naslage srebro hlorida. Paladijum i srebro su, međutim, rastvorni u azotnoj kiselini. Rutenijum može da bude rastvoren u carskoj vodi samo kad je u prisustvu kiseonika, dok rodijum mora da bude u fino praškastom obliku. Niobijum i tantal su otporni na sve kiseline, uključujući carsku vodu.

## Fizika
U fizici je definicija plemenitog metala najstroža. Zahteva se da -opsezi elektronske strukture budu popunjeni. Iz ove perspektive, samo su bakar, srebro i zlato plemeniti metali, jer su svi njihovi d-opsezi popunjeni i ne premašuju Fermijev nivo. Međutim, d-hibridizirani opsezi u maloj meri premašuju Fermijev nivo. U slučaju platine, dva d opsega prelaze Fermijev nivo, menjajući njeno hemijsko ponašanje tako da može da funkcioniše kao katalizator. Razlika u reaktivnosti lako se vidi tokom pripreme čistih metalnih površina u ultra-visokom vakuumu: površine „fizički definisanih” plemenitih metala (npr. zlata) lako se čiste i održavaju čistim tokom dužeg vremena, dok se one od platine ili paladijuma, na primer, prekrivaju ugljen-monoksidom vrlo brzo.

## Elektrohemija
Metalni elementi, uključujući metaloide (metali koji se obično smatraju plemenitim su naznačeni zadebljanim slovima, predviđanja za superteške elemente su označene zakošenim slovima):
| Element      | Atomski broj | Grupa | Perioda | Reakcija                   | Potencijal | Elektronska konfiguracija |
| ------------ | ------------ | ----- | ------- | -------------------------- | ---------- | ------------------------- |
| Kopernicijum | 112          | 12    | 7       | Cn2+ +                     | 2,1 V       |                           |
| Rendgenijum  | 111          | 11    | 7       | Rg3+ +                     | 1,9 V       |                           |
| Darmštatijum | 110          | 10    | 7       | Ds2+ +                     | 1,7 V       |                           |
| Zlato        | 79           | 11    | 6       | Au3+ +                     | 1,5 V       |                           |
| Astat        | 85           | 17    | 6       | At+ +                      | 1,0 V       |                           |
| Platina      | 78           | 10    | 6       | PtO + 2 H+ + H 2O          | 0,98 V      |                           |
| Paladijum    | 46           | 10    | 5       | Pd2+ +                     | 0,915 V     |                           |
| Flerovijum   | 114          | 14    | 7       | Fl2+ +                     | 0,9 V       |                           |
| Majtnerijum  | 109          | 9     | 7       | Mt3+ +                     | 0,8 V       |                           |
| Srebro       | 47           | 11    | 5       | Ag+ +                      | 0,7993 V    |                           |
| Živa         | 80           | 12    | 6       | Hg2+ 2 +                   | 0,7925 V    |                           |
| Selenijum    | 34           | 16    | 4       | H 2SeO 3 + 4 H+ + + 3 H 2O | 0,739V      |                           |
| Iridijum     | 77           | 9     | 6       | IrO 2 + 4 H+ + + 2 H 2O    | 0,73 V      |                           |
| Osmijum      | 76           | 8     | 6       | OsO 2 + 4 H+ + + 2 H 2O    | 0,65 V      |                           |
| Polonijum    | 84           | 16    | 6       | Po2+ +                     | 0,6        |                           |
| Nihonijum    | 113          | 13    | 7       | Nh+ +                      | 0,6        |                           |
| Rodijum      | 45           | 9     | 5       | Rh2+ +                     | 0,60       |                           |
| Rutenijum    | 44           | 8     | 5       | Ru3+ +                     | 0,60       |                           |
| Telur        | 52           | 16    | 5       | TeO 2 + 4 H+ + + 2 H 2O    | 0,57 V      |                           |
| Hasijum      | 108          | 8     | 7       | Hs4+ +                     | 0,4 V       |                           |
| Bakar        | 29           | 11    | 4       | Cu2+ +                     | 0,339 V     |                           |
| Bizmut       | 83           | 15    | 6       | Bi3+ +                     | 0,308 V     |                           |
| Renijum      | 75           | 7     | 6       | ReO 2 + 4 H+ + + 2 H 2O    | 0,276 V     |                           |
| Tehnecijum   | 43           | 7     | 5       | TcO 2 + 4 H+ + + 2 H 2O    | 0,272 V     |                           |
| Arsen        | 33           | 15    | 4       | As 4O 6 + 12 H+ + + 6 H 2O | 0,24 V      |                           |
| Antimon      | 51           | 15    | 5       | Sb 2O 3 + 6 H+ + + 3 H 2O  | 0,147 V     |                           |
| Livermorijum | 116          | 16    | 7       | Lv2+ +                     | 0,1        |                           |
| Borijum      | 107          | 7     | 7       | Bh5+ +                     | 0,1        |                           |

Kolone grupa i perioda označavaju položaj elementa u periodnom sistemu, otuda i elektronsku konfiguraciju. Pojednostavljene reakcije, navedene u sledećoj koloni, takođe se mogu detaljno pročitati iz Purbeovih dijagrama razmatranog elementa u vodi. Konačno, kolona potencijal navodi električni potencijal elementa meren na standardnoj vodoničnoj elektrodi. Svi elementi koji nedostaju u ovoj tabeli, ili nisu metali, ili imaju negativan standardni potencijal.
Arsen, antimon i telur se smatraju metaloidima i stoga ne mogu biti plemeniti metali. Takođe, hemičari i metalurzi smatraju da bakar i bizmut nisu plemeniti metali, jer se lako oksidiraju zbog reakcije O
2 + 2 H
2O + 4− ⇄ 4 OH−
 + 0,40 , što je moguće na vlažnom vazduhu.
Film srebra je posledica visoke osetljivosti na vodonik sulfid. Hemijski je patina izazvana napadom kiseonika u vlažnom vazduhu i dejstvom CO
2 nakon toga. S druge strane, ogledala koja su presvučena renijumom su, kako se navodi, vrlo izdržljiva, iako je poznato da renijum i tehnecijum polako potamne u vlažnoj atmosferi.
Očekuje se da će superteški elementi od hasijuma do livermorijuma biti „parcijalno veoma plemeniti metali”; hemijska ispitivanja hasijuma su utvrdila da se on ponaša poput njegovog lakšeg ekvivalenta osmijuma, a preliminarna ispitivanja nihonijuma i flerovijuma sugerišu plemenito ponašanje, mada to nije definitivno potvrđeno. Postoje indikacije da ponašanje kopernicijuma delom podseća i na njegov lakši ekvivalent živu i na plemeniti gas radon.

## Literatura
- Brooks, Robert R., ур. (1992). Noble Metals and Biological Systems: Their Role in Medicine, Mineral Exploration, and the Environment. Boca Raton, Fla.: CRC Press. ISBN 9780849361647. OCLC 24379749.
- The following article might also clarify the correlation between band structure and the term noble metal: Hüger, E.; Osuch, K. (2005). „Making a noble metal of Pd”. EPL. 71 (2): 276. Bibcode:2005EL.....71..276H. doi:10.1209/epl/i2005-10075-5.
- Balshaw L 2020, "Noble metals dissolved without aqua regia", Chemistry World, 1 September
- Beamish FE (2012), The analytical chemistry of the noble metals, Elsevier Science, Burlington
- Brasser R, Mojzsis SJ 2017, "A colossal impact enriched Mars' mantle with noble metals", Geophys. Res. Lett., vol. 44, pp. 5978–5985, Brasser, R.; Mojzsis, S. J. (2017). „A colossal impact enriched Mars' mantle with noble metals”. Geophysical Research Letters. 44 (12): 5978—5985. Bibcode:2017GeoRL..44.5978B. arXiv:1706.02014 . doi:10.1002/2017GL074002.
- Brubaker PE, Moran JP, Bridbord K, Hueter FG 1975, "Noble metals: a toxicological appraisal of potential new environmental contaminants", Environmental Health Perspectives, vol. 10, pp. 39–56, Brubaker, P. E.; Moran, J. P.; Bridbord, K.; Hueter, F. G. (1975). „Noble metals: A toxicological appraisal of potential new environmental contaminants”. Environmental Health Perspectives. 10: 39—56. Bibcode:1975EnvHP..10...39B. PMC 1475069 . PMID 50939. doi:10.1289/ehp.751039.
- Du R et al. 2019, Du, Ran; Fan, Xuelin; Jin, Xinyi; Hübner, René; Hu, Yue; Eychmüller, Alexander (2019). „Emerging noble metal aerogels: State of the art and a look forward”. Matter. 1: 39—56. doi:10.1016/j.matt.2019.05.006. , Matter, vol. 1, pp. 39–56
- Hämäläinen J, Ritala M, Leskelä M 2013, „Atomic layer deposition of noble metals and their oxides”. 26 (1)., Chemistry of Materials, , pp. 786–801, „Atomic layer deposition of noble metals and their oxides”. Chemistry of Materials. 26 (1): 786—801. doi:10.1021/cm402221 (неактивно 28. 3. 2025).
- Kepp K 2020, „Chemical causes of metal nobleness”. 21 (5)., ChemPhysChem, . pp. 360−369,Kepp, Kasper P. (2020). „Chemical Causes of Metal Nobleness” (PDF). ChemPhysChem. 21 (5): 360—369. PMID 31912974. doi:10.1002/cphc.202000013.
- Lal H, Bhagat SN  1985, „Gradation of the metallic character of noble metals on the basis of thermoelectric properties”. Indian Journal of Pure and Applied Physics. 23 (11): 551—554.
- Lyon SB 2010, "3.21 - Corrosion of noble metals", in B Cottis et al. (eds.), Shreir's Corrosion, Elsevier, pp. 2205–2223, Lyon, S.B. (2010). „Corrosion of Noble Metals”. Shreir's Corrosion. стр. 2205—2223. ISBN 978-0-444-52787-5. doi:10.1016/B978-044452787-5.00109-8.
- Medici S, Peana MF, Zoroddu MA 2018, "Noble metals in pharmaceuticals: Applications and limitations", in M Rai M,  Ingle, S Medici (eds.), Biomedical applications of metals, Springer, Medici, Serenella; Peana, Massimiliano Francesco; Zoroddu, Maria Antonietta (2018). „Noble Metals in Pharmaceuticals: Applications and Limitations”. Biomedical Applications of Metals. стр. 3—48. ISBN 978-3-319-74813-9. doi:10.1007/978-3-319-74814-6_1.
- Pan S et al. 2019, "Noble-noble strong union: Gold at its best to make a bond with a noble gas atom", ChemistryOpen, vol. 8, p. 173, Pan, Sudip; Jana, Gourhari; Merino, Gabriel; Chattaraj, Pratim K. (2019). „Noble-Noble Strong Union: Gold at Its Best to Make a Bond with a Noble Gas Atom”. ChemistryOpen. 8 (2): 173—187. PMC 6356865 . PMID 30740292. doi:10.1002/open.201800257.
- Russel A 1931, "Simple deposition of reactive metals on noble metals", Nature, vol. 127, pp. 273–274, Russell, A. S. (1931). „Simple Deposition of Reactive Metals on Noble Metals”. Nature. 127 (3199): 273—274. Bibcode:1931Natur.127..273R. doi:10.1038/127273b0.
- St. John J;  . (1984), Noble metals, Time-Life Books, Alexandria, VA
- Wang, H. (2017). „Noble Metals”. Membrane-Based Separations in Metallurgy. стр. 249—272. ISBN 978-0-12-803410-1. doi:10.1016/B978-0-12-803410-1.00009-8.